# Bac Lieu (provincie)
Bac Lieu (vietnamsky Bạc Liêu) je provincie na jihu Vietnamu. Žije zde přes 800 tisíc obyvatel, hlavní město je Bac Lieu. Ekonomika se soustředí na rybolov, zemědělství a textilní průmysl.

## Geografie
Provincie leží na jihu země v deltě řeky Mekong. Sousedí s provinciemi Cà Mau, Kiên Giang, Hậu Giang a Sóc Trăng. Mekong zde představuje důležitou dopravní tepnu v celé provincii.